# Antigua Herzegovina

Antigua Herzegovina (en Montenegro).

Antigua Herzegovina (en montenegrino/serbio: Стара Херцеговина, Stara Hercegovina) es una región histórica de Montenegro, que no forma parte del estado actual de Bosnia y Herzegovina. El área incluye parte de la actual Montenegro, con la zona costera de Herceg Novi, la región alrededor de Nikšić, y la zona montañosa que se extiende hacia Pljevlja. Se cree también que el área incluía Prijepolje, que se encuentra actualmente en Serbia, y las áreas alrededor de Foča, Kalinovik, y Gorazde, que forman parte de Bosnia y Herzegovina.
El nombre proviene del ducado medieval de San Sava, establecido por el herzog Esteban Vukčić Kosača dentro del reino de Bosnia, y el sanjacado de Herzegovina de la época otomana. Entre 1580 y 1867, Herzegovina formó parte del eyalato de Bosnia, y brevemente parte del eyalato de Herzegovina (1833-1851), del Imperio otomano. La parte oriental de Herzegovina fue anexada al principado de Montenegro después del Congreso de Berlín (1878), mientras que el resto estableció el condominio de Bosnia y Herzegovina bajo el dominio austrohúngaro.